# Кодавардисубани
Кодавардисубани (груз. კოდავარდისუბანი) — село в Грузии, на территории Карельского муниципалитета края (мхаре) Шида-Картли.

## География
Село находится в центральной части Грузии, к северу от реки Западная Проне, на расстоянии приблизительно 12 километров (по прямой) к северо-западу от города Карели, административного центра муниципалитета. Абсолютная высота — 759 метров над уровнем моря.

## Население
По результатам официальной переписи населения 2014 года в Кодавардисубани проживало 150 человек (80 мужчин и 70 женщин). В национальной структуре населения грузины составляли 100 %.
| Год  | Население, человек |
| ---- | ------------------ |
| 2002 | 195                |
| 2014 | ↘ 150              |